# کاستیته
کاستیته (به اسپانیایی: Castellote) یک شهرستان در اسپانیا است که در استان تروئل واقع شده‌است.

## خصوصیات
کاستیته ۲۳۴ کیلومترمربع مساحت و ۸۰۴ نفر جمعیت دارد و ۸۰۴ متر بالاتر از سطح دریا واقع شده‌است.